# Kvarteret Härden

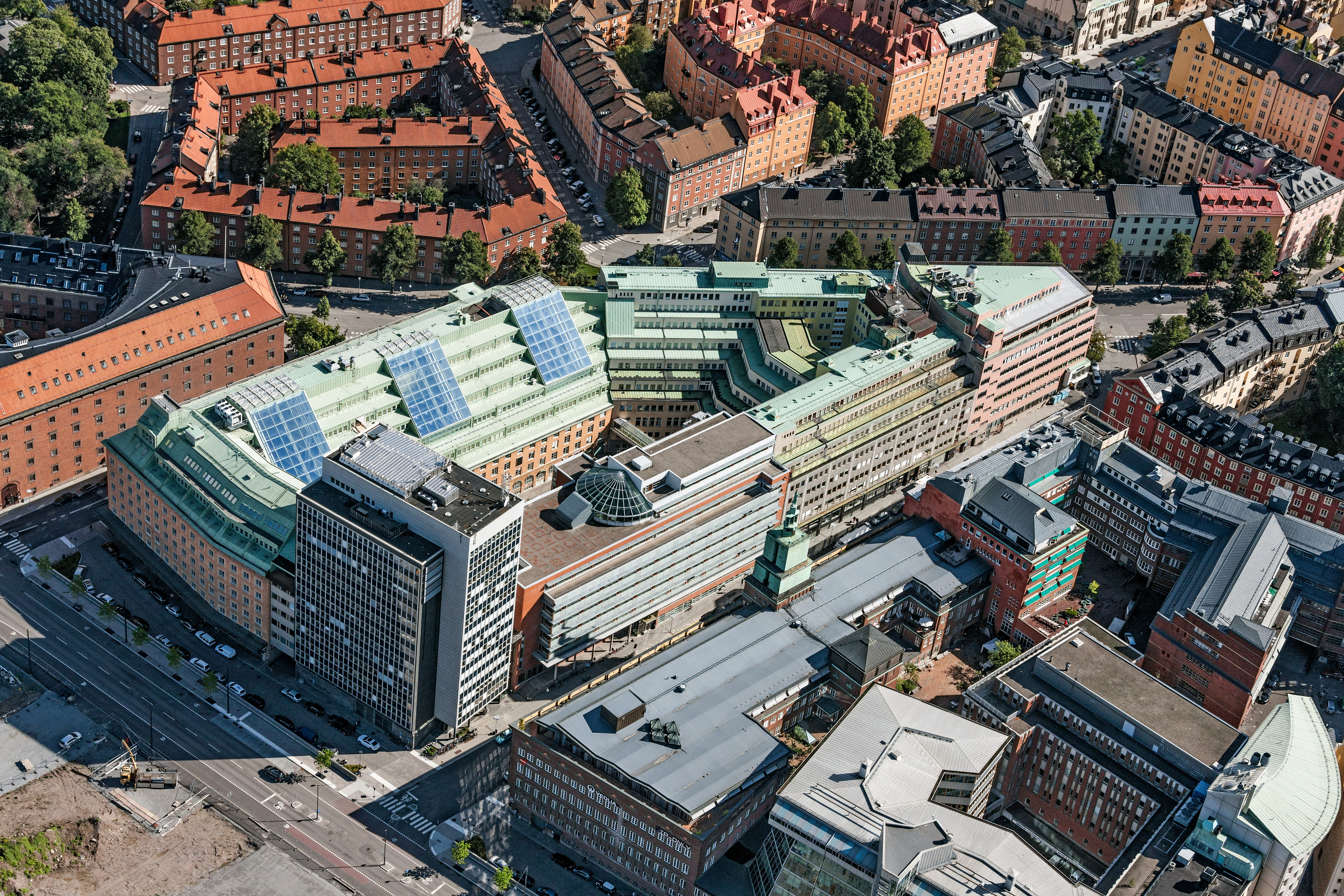
Kvarteret Härden sett från väster i september 2015. I nedre bildkanten syns en del av kvarteret Blästern.

Kvarteret Härden ligger i nordvästra Vasastaden i  Stockholm. Kvarteret begränsas av Norra stationsgatan i norr, av Hälsingegatan i sydväst, av Dalagatan i nordost och av Sankt Eriksgatan i sydost. Kvarteret bildades på 1920-talet och omfattar idag (2022) fyra fastigheter: Härden 14, 15, 16 och 19.

## Historik

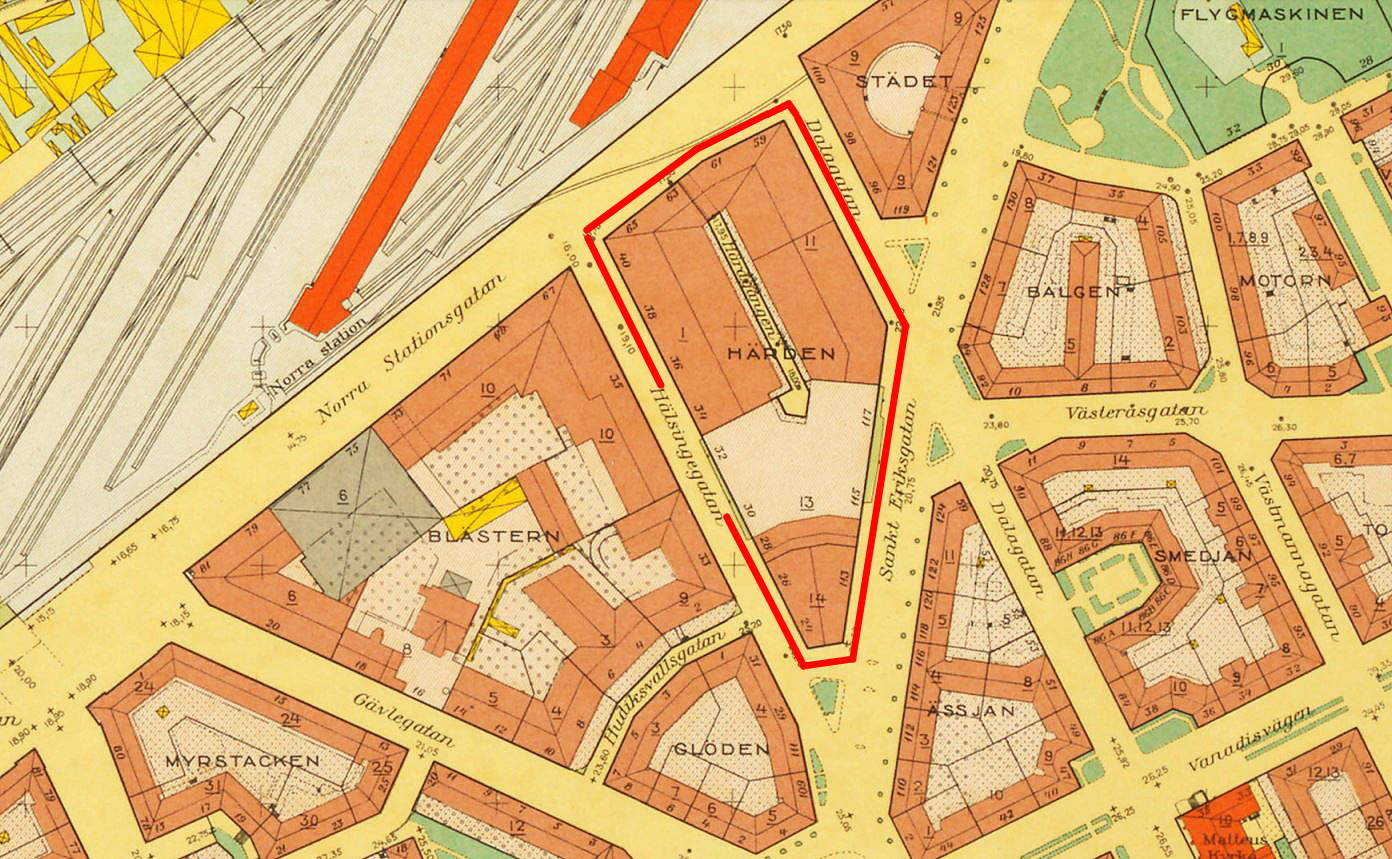
Kvarteret Härden på 1930-talet.

Enligt den första stadsplanen för nordvästra Norrmalm (dagens Vasastan), som fastställdes av Stockholms stadsfullmäktige i december 1878, var området indelat i en mängd rektangulära kvarter och raka gator. Inom dagens kvarter Härden fanns två kvarter kallade Skalbaggen och Idun. 
I början av 1900-talet upprättade stadsplanearkitekten Per Olof Hallman en ny "modern" stadsplan för området. Ett resultat av hans plan var bland annat att stjärnplatsen Vanadisplan skapades och att förlängningen av Sankt Eriksgatan drogs diagonalt över kvarteren Skalbaggen / Idun som delades i nuvarande Härden i norr och Ässjan i söder. Samtidigt fastställdes omkring 25 nya kvartersnamn, vilka hade anknytning till verksamheten vid närbelägna Rörstrands porslinsfabrik, bland dem Blästern, Bälgen, Degeln, Eldaren, Fajansen, Glöden, Härden, Keramiken, Leran, Smältan, Ugnen, Urnan och Ässjan. Mitt i kvarteret tillkom 1925 Härdgången, en smal och cirka 100 meter lång återvändsgränd med infart genom en portik från Norra stationsgatan.

## Bebyggelsen
Närheten till godsterminalerna vid Stockholms norra station bidrog till att industribyggnader kom att uppföras på kvarterets norra del. Bland de första som byggde här var Bröderna Hedlund som lät uppföra en stor lager- och verkstadsbyggnad på Härden 1 (nuvarande 15). Byggnaden revs 1959 och bör ej förväxlas med Bröderna Hedlunds industribyggnad på grannkvarteret Blästern.
Nuvarande bebyggelsen på Härden uppfördes mellan åren 1926 och 2002. Tre fastigheter (Härden 14, 15 och 16) har enligt Stadsmuseet i Stockholm höga kulturhistoriska värden. De har en q-märkning i gällande detaljplan från 1999 och är grönmärkta av Stadsmuseet vilket betyder "särskilt värdefull från historisk, kulturhistorisk, miljömässig eller konstnärlig synpunkt".
- Härden 14: SARA-huset, byggår 1934, byggherre Sveriges Allmänna Restaurangaktiebolag (SARA), arkitekt Ture Ryberg[4]
- Härden 15, hus 1: Siemenshuset, byggår 1963, byggherre svenska Siemens AB, arkitekt Carl Grandinson och Kaleb Sjödén[5]
- Härden 15, hus 2:Hälsingegatan 38, byggår 2002, byggherre Diligentia, arkitekt Gyllenpalm & Sohlman Arkitekter[6]
- Härden 16: Automobilpalatset, byggår 1926 och 1929, byggherre Philipsons Automobil AB, arkitekt Erik och Sixten Amundson[7]
- Härden 19: Hotel Palace (nuvarande Elite Palace Hotel), byggår 1958, byggherre Philipsons Automobil AB, arkitekt Karl G.H. Karlsson[8]

## Bilder

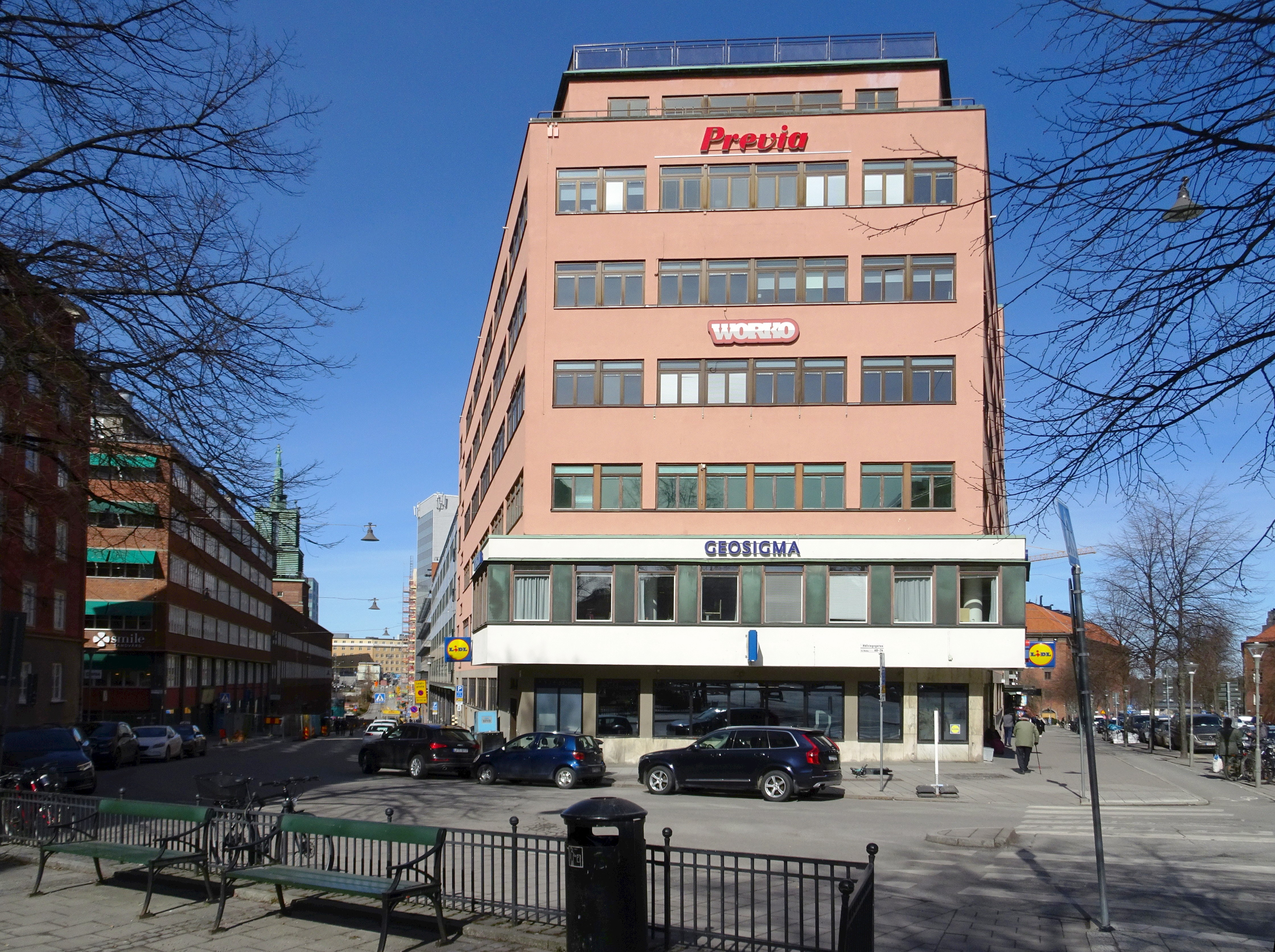
SARA-huset (Härden 14).
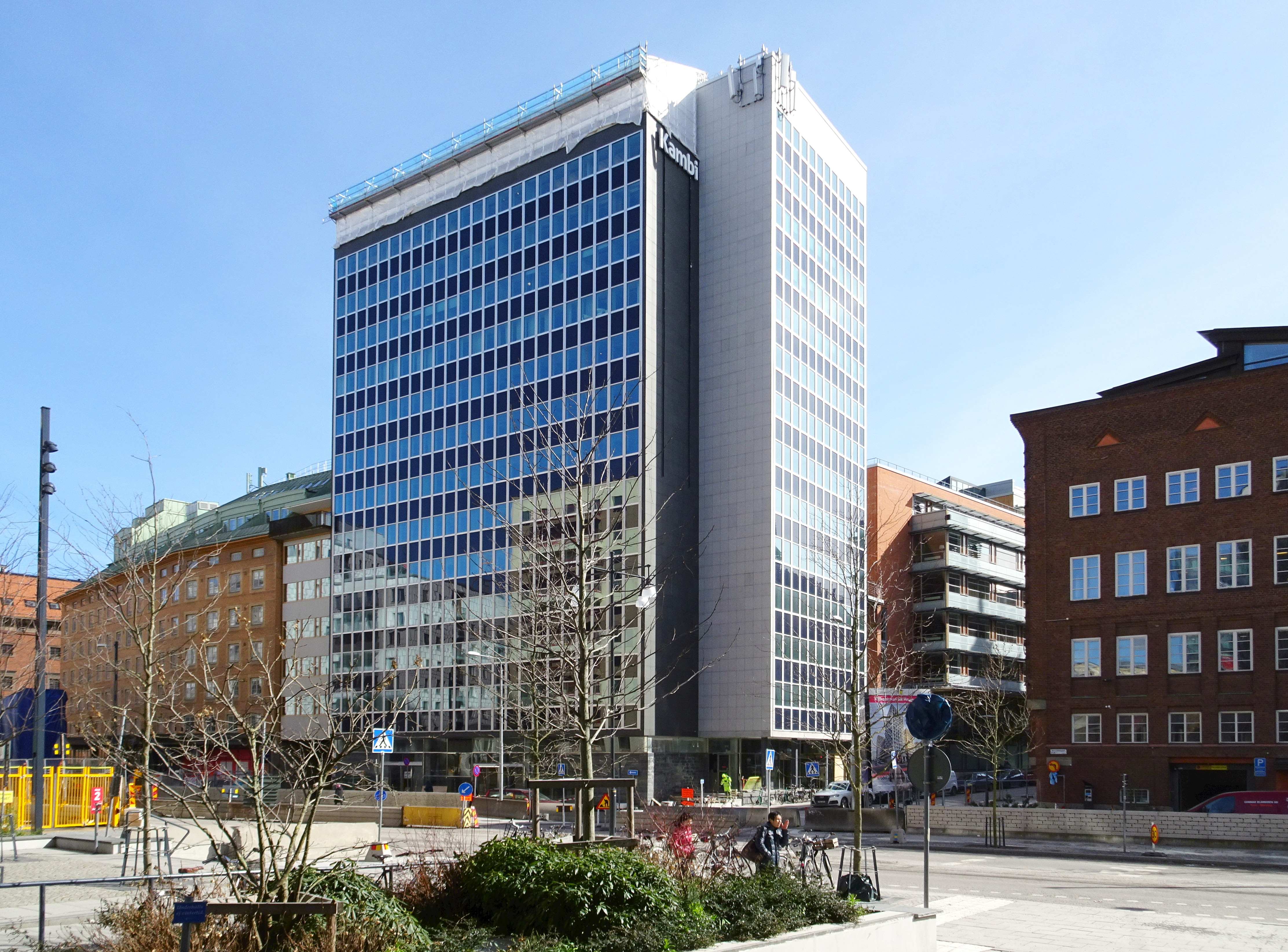
Siemenshuset (Härden 15, hus 1).
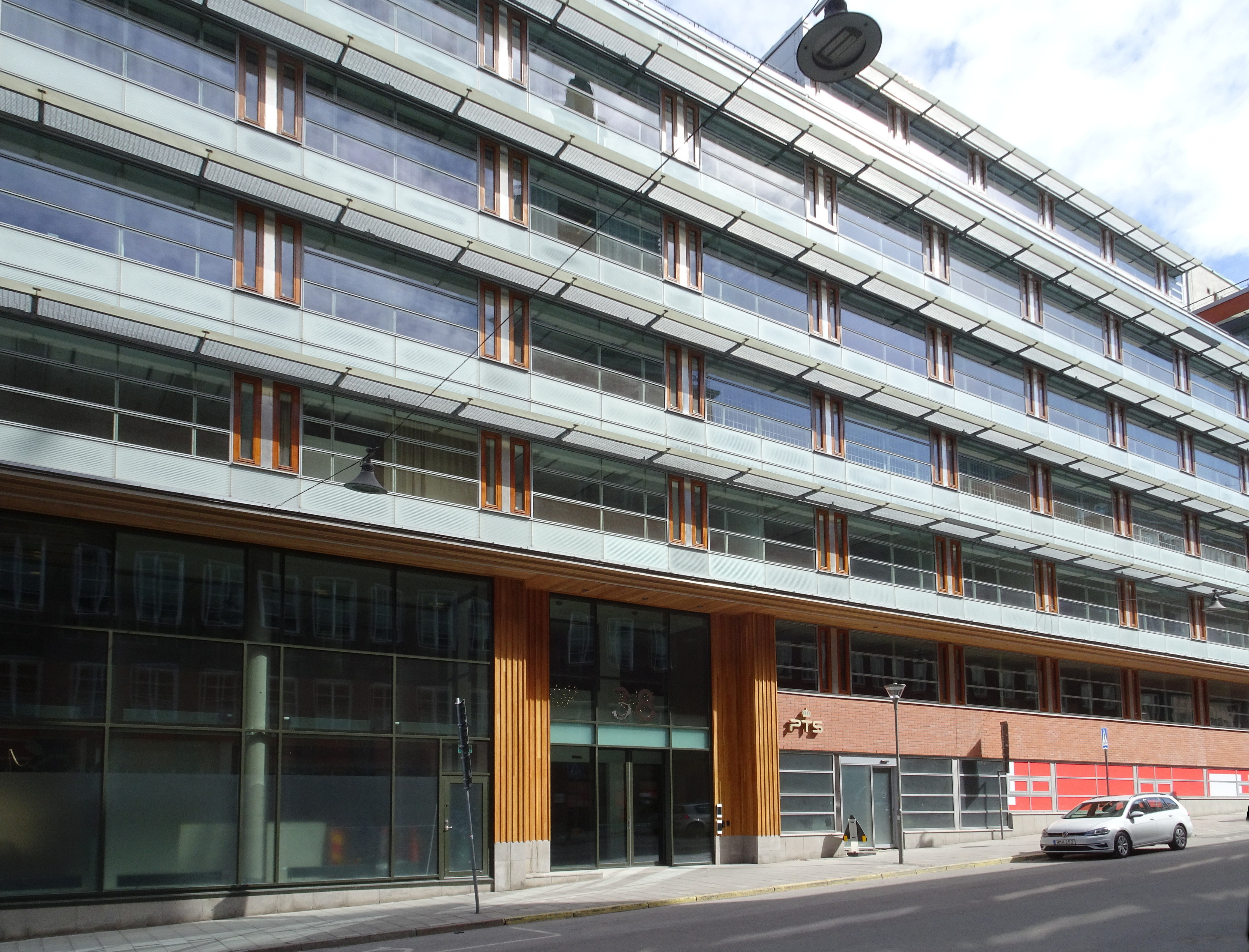
Hälsingegatan 38 (Härden 15, hus 2)
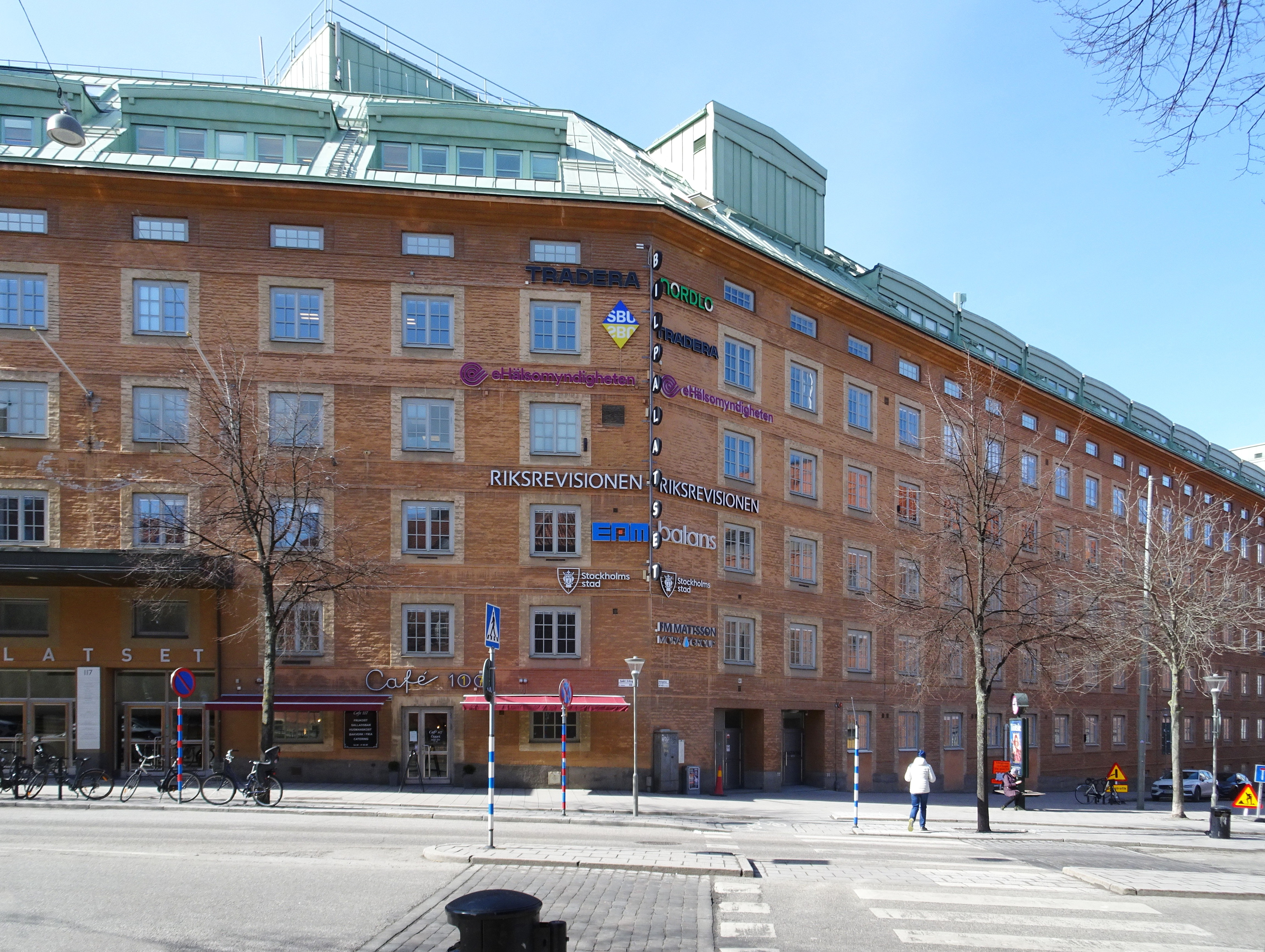
Automobilpalatset (Härden 16).
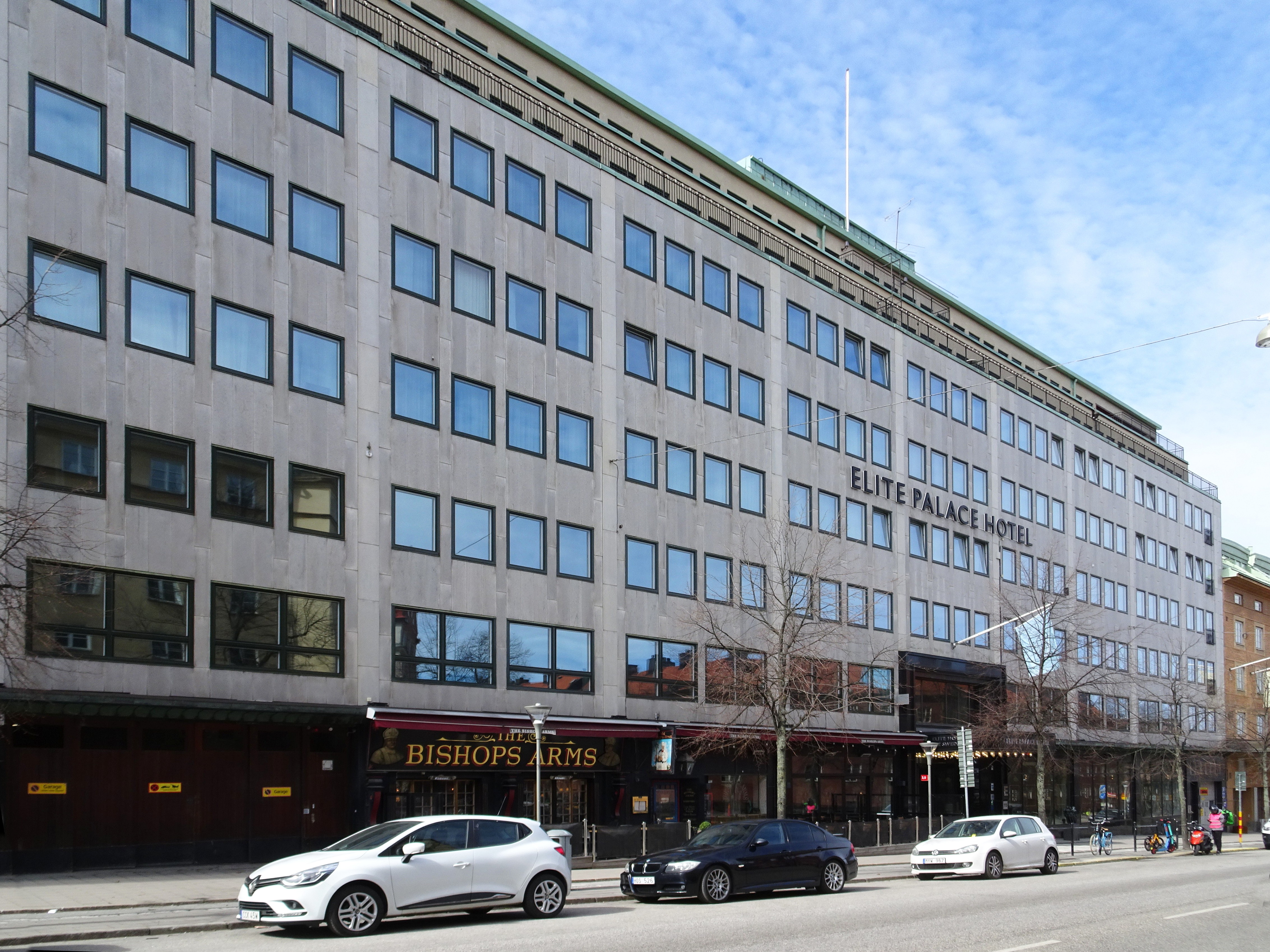
Elite Palace Hotel (Härden 19).